# Radio RVM
 (avril 2019).
Si vous disposez d'ouvrages ou d'articles de référence ou si vous connaissez des sites web de qualité traitant du thème abordé ici, merci de compléter l'article en donnant les références utiles à sa vérifiabilité et en les liant à la section « Notes et références ».
Radio RVM (aussi connue sous le nom de Radio Valois Multien) est une station de radio associative française diffusant ses programmes vers le territoire du Valois, situé pour partie sur le Sud-Est du département de l'Oise, et pour autre, dans le Sud-Ouest du département de l'Aisne, sur un rayon d'environ 40 kilomètres autour de Crépy-en-Valois. En mars 2019, les nouveaux statuts de RVM ont entériné un fonctionnement et une direction collégiale de l'association. 

## Présentation générale
Radio RVM est une radio associative non commerciale (catégorie A du CSA). Elle est un outil de communication sociale de proximité au service du développement local. Elle défend la liberté d'expression, apporte son soutien aux artistes de musique actuelle de la région Picardie.
L'activité de l'association en 2018 a pu se réaliser grâce à l'implication de 54 bénévoles 
correspondant à 5.094 heures de bénévolat, soit plus de 3 ETP, soutenus par 4 salariés permanents et 3 reporters pigistes, soit
3,43 ETP pour l'ensemble des salariés. 157 adhérents de l’association ont cotisé en 2018.
- RVM est membre de la Fédération des radios associatives du Nord de la France (FRANF) et adhère à la CNRA.
- RVM est agréée par l’Éducation Nationale (Académie d’Amiens).
- RVM participe au réseau Quota (défense de la chanson francophone et des artistes régionaux).

## Historique (1983 à 2018)

### 1983
- Fin 1983, avec la fin du monopole de la radiodiffusion, le Foyer rural du Valois multien monte un dossier d'ouverture d'une radio locale.
- L'autorisation est accordée le 4 octobre 1984 au foyer,
- La première émission est diffusée le 19 mai 1985 sur 96.1 MHz à partir du site de Betz, la puissance d'émission est 500 watts de PAR .
- Malgré le choix de TDF (TéléDiffusion de France) comme diffuseur de Radio RVM, cette dernière est brouillée sur sa zone de service par La Voix du Lézard émettant de Paris. Commencent alors deux ans de démarches auprès des autorités.

### 1987
- L'autorisation de la CNCL (Commission nationale de la communication et des libertés) est publiée au J.O. du 15 août 1987 avec 50 watts de PAR !I! mais avec la même fréquence que Canal 60 à Compiègne.

### 1989
- Radio RVM se sépare de TDF et rachète une partie du matériel d'émission. Nouvelle galère pendant 2 ans jusqu'à ce que la CNCL accorde, le 29 janvier 1989, la puissance de 500 watts de PAR sur le 92.5 MHz.
- L'Association radio valois multien est créée et prend la relève du Foyer rural.

### 1990/1991
- Un audit interne aboutit à un projet de relance ambitieux en 1990. Le site d'émission de la station est établi à Crépy-en-Valois.
- Des employés réguliers sont engagés dont Françoise Maupeu (directrice) et Gérard Lelarge (journaliste).
- Le plan de relance prévoyait des ressources supplémentaires qui n'ont pas pu être financées malgré l'organisation en 1991 d'un dîner débat rassemblant une quarantaine d'élus dont le Président du Conseil Général. Les dettes se montent à 400 000 F environ. En 1992, il est procédé au licenciement économique du personnel.

### 1992
- En 1992, Radio RVM est autorisée pour 5 ans par le CSA (Conseil supérieur de l'audiovisuel) sur une nouvelle fréquence. Suivent alors des années d'économies et de gestion rigoureuse pour redresser la situation financière de la station.

### 1993
- Création de Canal A, banque de programme par satellite pour les radios associatives à laquelle Radio RVM s'est abonnée.
- Signature d'un contrat d'objectifs avec le département de l'Oise.

### 1995
- Radio RVM fête ses 10 ans et sort du studio de Betz pour aller à la rencontre de ses auditeurs.
- Création en partenariat avec la MJC de Ressources du Valois, secrétariat associatif installé au Onze à Crépy.
- Arrêt de Canal A,  radio RVM est cofondatrice d'Ateliers A (ateliers de productions radiophoniques des radios associatives).
- Création d'INTERVM, feuille hebdomadaire d'informations.
- Décision d'enregistrer un magazine du Valois spécial avant chaque réunion décentralisée de Conseil d'Administration ou Assemblée.
- Mise en place d'un système automatique de diffusion (fabrication maison) grâce au MiniDisque.

### 1997
- Nouvelle autorisation du CSA jusqu'en 2002.
- Organisation d'un Forum des animateurs qui a réuni 37 personnes pendant une journée.
- Le partenariat s'intensifie avec la Communauté de Communes du Pays de Valois.

### 1998
- Le 7 juillet le studio-antenne à Betz est dévalisé.
- 25 septembre: Assemblée Générale extraordinaire
- 1er octobre: embauche d'un agent de la communication sociale de proximité en emploi-jeune.

### 1999
- Déménagement du studio antenne et des bureaux à Crépy-en-Valois.
- Le 7 juillet 1999, RVM s’installe dans un local situé 27 rue Sadi Carnot.

### 2000
- Nouveau déménagement ! Dès les premiers froids de l’hiver, les conditions de sécurité du vieux bâtiment qui abrite la radio ne sont plus remplies. L’association Saint Lazare, présidée par Guillaume Vivant, propose un hébergement temporaire, 27 rue Saint Lazare. Les déménagements successifs sont durs mais des satisfactions tout de même, RVM fête ses 15 ans d’antenne.

### 2001
- Modification des statuts de l’association et création d’un collège de sympathisants.
- Cette année sera également marquée par les allers-retours entre le studio, site d’émission et l’administration. Année de dures négociations pour obtenir un nouveau local, car il n’y a toujours pas d’emplacement définitif.
- De nouvelles émission : « Ecoutez pour voir » et « RVM Association ».

### 2002
- RVM emménage dans son nouveau local, place Jean-Philippe Rameau.
- Nouvelle autorisation du CSA jusqu’en 2007.
- Embauche d’un jeune en contrat de qualification audiovisuel, option son.
- La Saga du Rock organise un concert de soutien.
- Côté programme, on note l’arrivée de « La soupe aux livres et aux chansons », « Dialogique et betteraves » et la « Chronique citoyenne sur le rôle de député ».

### 2003
- Fin des parasites, installation d’une liaison FT pour émettre.
- Début de l’informatisation des programmes.
- Les émissions « des livres et vous » et « L’heure de colle » font leur entrée dans la grille des programmes.

### 2004
- Embauche d’un contrat de qualification issu d’un BTS audiovisuel.
- Un nouveau site Internet est créé.
- Les résultats sportifs, très demandés par les auditeurs, font leur apparition le dimanche soir, dans l’émission « On reste pour dîner ».
- De nouvelles émissions se mettent en place, « RVM jazz Story » ou chroniques comme « L’économie pour tous » ou « Les Francoricains ».

### 2005
- RVM a 20 ans ! Convention de service signée entre la ville de Crépy-en-Valois et la radio pour mettre en place à l’antenne, « Crépy Infos »,  un bulletin d’informations municipales hebdomadaire.
- Embauche d’un agent de communication sociale de proximité.
- Le nouveau dispositif « Radio Jeunes » permet aux jeunes venus de différentes structures de découvrir la radio.
- Eric Carlier est élu président.

### 2006
- Mise en place des Messages d’Intérêts Communs sur les ondes de la radio.
- 1re  « tournée des Chaumières », à Nanteuil-le-Haudouin, concert permettant la valorisation des talents musicaux locaux.
- 2e et dernière édition de la tournée des chaumières à Feigneux.
- Mise en place des diffusions de l’EPRA, sur la lutte contre les discriminations.
- De nouvelles chroniques, « le petit billet d’humeur de Réjane », « Val’emploi » et la chronique des annonces de covoiturage.
- Côté émission, un direct de plus avec « Micro Tout Terrain » qui se balade le dimanche matin sur tout le Valois.

### 2007
- Grâce à l’arrivée du streaming, RVM peut être écoutée « all over the world ! » sur internet.
- En juillet, RVM couvre toute la journée du Tour de France à Villers-Cotterêts car il est désormais possible de retransmettre en direct des évènements extérieurs en passant par une simple ligne ADSL.
- RVM et la ville de Crépy-en-Valois signent une convention pour que la radio soit associée au programme  du Contrat Educatif Local, les jeunes peuvent ainsi s’initier aux pratiques radiophoniques dans le temps scolaire.
- Achat de kits numériques.
- Une émission entièrement consacrée à l’amour, et « Le pont des arts », programme qui rassemble des artistes et intellectuels de tous horizons, font leur entrée.
- Une émission mélange bénévoles et salariés autour d’un même rendez-vous hebdo « Y’en aura pour tout le monde ».
- Edition d'un ouvrage réalisé par Françoise Bourquelot : "L'Homme et la Betterave à Sucre"

### 2008
- Année électorale oblige, RVM se mobilise pour donner la parole aux candidats du Valois. À la suite des élections municipales, RVM crée l'émission "un maire, une commune" pour permettre aux maires nouvellement élus de se faire connaître.
- Nouvelle forme du journal d'information locale présenté sous forme de reportages.
- Adoption d'un nouveau règlement intérieur de l'association. Jacques Gerling est élu président.

### 2009
- L'Assemblée générale ordinaire décide de la mise en place d'une conférence de rédaction qui a pour but de mettre en place une nouvelle forme du traitement de l'information à l'antenne et d'une commission "communication" destinée à promouvoir la radio sur son territoire du Valois.
- Refonte du site internet et mise en place du podcast.
- Fin septembre, RVM organise un week-end Portes Ouvertes de ses locaux crépynois.
- Une nouvelle émission "La Pologne au Cœur de l'Europe" réalisée par l'Association Pologne France Europe de Pont Ste Maxence fait son apparition à l'antenne.

### 2010
- Afin de mieux se faire connaître auprès des nouveaux habitants du Valois, RVM met en place une large distribution de dépliants destinés à promouvoir l’outil radio, promotion par ailleurs assurée sur le terrain grâce aux 5 pigistes embauchés en 2010 pour la réalisation de reportages. Un créneau « la Vie locale du Valois » leur a été réservé à cet effet dans la grille des programmes.
- Premières diffusions également des travaux de la conférence de rédaction sur le thème « entreprendre en temps de crise dans le Valois » et une série d’émissions sur « Quelle politique culturelle pour le Valois ? »
- Apparition à l’antenne de Street Lyrics, émission consacrée aux groupes de rap locaux ou régionaux.
- Le 19 mai, RVM fête ses 25 ans d'aventure associative et radiophonique !

### 2011
- L'année est marquée par une volonté de changement à RVM.
- C'est le démarrage de l'opération « RVM change de draps » qui vise à terme à rendre la radio plus interactive, plus humanisée, plus conviviale. Pour ce faire un important investissement financier est réalisé pour une remise à neuf de la chaîne de diffusion.
- Remplacement de la liaison entre le studio et le site d'émission  par une ligne SDSL haut débit et acquisition d'un nouveau logiciel de diffusion.
- Départ d'Aude Mazoué, agent de communication sociale de proximité à RVM depuis 2006, et embauche de Thymoté Mauvois en tant que technicien en contrat d'alternance.
- A l'antenne Bastifoot et Cœur à Cœur font leur apparition.

### 2012
- RVM poursuit la mise en place d'un réseau de reporters locaux dont les sons sont diffusés dans « L'Oreille dans le Coing » (Adeline Gallet, Frédérique Ghys, Lory Ferreira, Brice-Alexandre Roboam, Franck Simper). L'émission « Le bouche à oreille » permet chaque semaine à une association locale de s'exprimer, de faire part de ses projets, de ses coups de cœur ou coups de gueule. Sur le plan musical, apparition sur les ondes de « Subjectif Jazz » mais aussi de « Des livres émoi » proposée toutes les semaines par la Bibliothèque municipale de Crépy-en-Valois ou encore « La France a peur » qui s'intéresse aux idées reçues en matière d'économie. La grille des programmes est remaniée.

### 2013
- Créations de nouvelles émissions à l'antenne : Le Clan des Cinéphiles (par Brice-Alexandre Roboam et Clément Lemaire), et Sports en Gueules (idem et Patrice Cauvin et Frédéric Jourdain).
- Emission quotidienne pendant l'été: L'été des Bénévoles, par Frédéric Jourdain).
- Succès de « L'Oreille dans le Coing » dans tout le Valois.

### 2014
- Dans le cadre des NAP - Nouvelles Activités Périscolaires - RVM anime des ateliers radios dans différentes écoles primaires du Valois.

### 2015
- Pour faire face à la fin des emplois aidés tout en préservant son modèle de fonctionnement, RVM met en place une coopérative d'auditeurs pour permettre à chaque auditeur de devenir membre de la radio en échange d'un soutien financier de quelques euros par mois, par trimestre ou par année.
- Dans le cadre d'un projet pédagogique mis en place avec le collège Jean de La Fontaine de Crépy-en-Valois, réalisation et diffusion de la série "conteurs de métier".

### 2016
- RVM adhère à la FRANF (Fédération des radios associatives du nord de la France) dont les statuts permettent une ouverture à l'ensemble des radios de la nouvelle région Hauts de France. Une dynamique fédérale plus dense s’offre ainsi aux radios picardes qui rejoignent le dispositif de production et d’échange de programmes auquel participe une vingtaine de radios associatives,
- l'Audiothèque « Conteurs des métiers » est primée par le fonds MAIF pour l'éducation et par la fondation Caisse d'Épargne Picardie. Sa vocation est d’offrir, notamment aux collégiens de 3e, l’opportunité de découvertes professionnelles par une implication active dans la réalisation d’émissions radiophoniques,
- Une enquête d’audience des étudiants du BTS MUC du lycée Monnet de Crépy-en-Valois a quantifié l'écoute de la radio et proposé des pistes pour progresser (panel de 1 000 individus sur une base de 42 264 habitants de plus de 15 ans : 12 341 personnes connaissent RVM, 5 114 personnes l’écoutent dont 2 620 l’écoutent au moins une fois par semaine),
- Tournage d'un clip de promotion de RVM en partenariat avec l’association Rock n’Oise.
- L’été nature, quotidienne de 60 minutes est diffusée pendant le mois de juillet. 19 émissions en tout, 19h de programmes sur la nature et l’environnement avec un invité et un thème différents chaque jour.

### 2017
L'année est marquée par : 
- « La Fête de RVM » réunissant pendant une journée, sur la place Jean-Philippe Rameau à Crépy-en-Valois , associations, artistes locaux, MJC et commerces voisins : concerts, animations, et une émission de 6h en direct.
- le renouvellement du matériel radiophonique rendu possible grâce aux subventions d’équipement du FSER et de la FRANF (Fédération des Radios Associatives du Nord de la France)
- la mise en place d’un groupe de travail sur l’architecture de la grille des programmes visant à familiariser les auditeurs à des repères horaires thématiques.
- l'été de la santé diffusé en juillet réunissant médecins et professionnels de la santé autour des micros de RVM.

### 2018
Une réflexion approfondie a été menée, accompagnée par un sociologue membre de l’association, sur les valeurs associatives et les objectifs de la radio, avec l’élaboration d’un plan d’action pour les années 2019-2021.[réf. souhaitée]
Évènements et travaux marquants : 
- Les premiers reportages réalisés par RVM (16) dans le cadre du dispositif de production régional animé par la FRANF[Quoi ?],
- 11 émissions Radio Kennedy dans le cadre de la Politique de la Ville[précision nécessaire],
- L’organisation de 4 soirées de soutien[précision nécessaire] au profit de RVM,
- A l'antenne le musée de l'archerie et du Valois propose "le musée à coulisses" et la MJC de Crépy-en-Valois "lu vu entendu".[pas clair]

## Identité de la station
Radio Valois Multien — « la radio qui vous écoute » — est une association loi de 1901 qui depuis 35 ans exerce une activité de communication sociale de proximité dans un bassin d'environ 80 000 habitants, le Valois et le Multien, territoires des Hauts-de-France, proches de la zone aéroportuaire de Roissy. Ses locaux sont à Crépy-en-Valois, au cœur d’un quartier prioritaire de la politique de la ville. Non lucrative, ancrée depuis toujours sur les témoignages, la vie, les aspirations de la population locale et de ses associations, RVM fait vivre les principes de l'éducation populaire[passage promotionnel]. RVM défend les valeurs de laïcité, citoyenneté, solidarité[passage promotionnel].

## Membres de la station
Le conseil collégial de l'association « Radio Valois Multien » a été élu lors de son Assemblée générale ordinaire du 2 mars 2019.

## Programmation
Radio RVM a pour objectif l'information de proximité, mais elle dispose également, dans sa grille, d'un ensemble d'émissions thématiques à caractère éducatif ou culturel.

## Diffusion

### Diffusion FM
Radio RVM diffuse ses programmes en modulation de fréquence pour toutes les couches de la population du Valois, soit potentiellement 70 000 habitants répartis sur le territoire des 62 communes de la communauté de communes du pays de Valois.
| Secteur         | Site diffusion                      | Ville diffusion | Puissance (PAR) | Journal Officiel       |
| --------------- | ----------------------------------- | --------------- | --------------- | ---------------------- |
| Crépy-en-Valois | lieudit Bas de Fontaine Vaudemanche | Crépy-en-Valois | 500 W           | 2012-PA-27 Annexe N° I |

### Autres diffusions
La radio diffuse son programme en streaming via son site internet.